# Marzahn-Hellersdorf
Marzahn-Hellersdorf is een van de 12 districten (Verwaltungsbezirke) van Berlijn. Het district is gelegen in het oosten van de Duitse hoofdstad en ontstond bij een bestuurlijke herindeling in 2001 door samenvoeging van de voormalige stadsdistricten Marzahn en Hellersdorf. Het huidige district omvat de stadsdelen Biesdorf, Hellersdorf, Kaulsdorf, Mahlsdorf en Marzahn en telt een kleine 250.000 inwoners. Hellersdorf en Marzahn worden gedomineerd door grote wooncomplexen uit de jaren 1970 en 1980 (Plattenbau); de andere stadsdelen zijn kleinschaliger van opzet.

## Geografie
Marzahn-Hellersdorf grenst aan de Berlijnse districten Lichtenberg en Treptow-Köpenick en aan de deelstaat Brandenburg. Het district ligt op het plateau van Barnim, een in het Weichselien ontstaan morenenlandschap. In het zuiden van het district bevindt zich de overgang tussen de Barnim en het Berlijnse oerstroomdal. Op het zogenaamde Berliner Balkon, een onbebouwd gebied op de grens tussen Kaulsdorf en Mahlsdorf, is het hoogteverschil tussen het plateau en het oerstroomdal (ongeveer 15 meter) goed zichtbaar. Het district wordt doorsneden door het dal van de Wuhle, een zijrivier van de Spree. Direct ten westen van het als landschapspark ingerichte Wuhledal bevinden zich de grootste verhogingen in het landschap van het district; van noord naar zuid zijn dit de Ahrensfelder Berge (112 meter boven NN), de Kienberg (102 meter) en de Biesdorfer Höhe (82 meter).

## Geschiedenis
Alle vijf stadsdelen van het district waren oorspronkelijk kleine dorpen buiten het stadsgebied, hetgeen door namen als Biesdorf verraden wordt. In 1920 ontstond het huidige Groot-Berlijn en werden de voorheen tot de Landkreis Barnim behorende dorpen geannexeerd door de Duitse hoofdstad. Biesdorf, Hellersdorf, Kaulsdorf, Mahlsdorf en Marzahn waren voortaan onderdeel van het Berlijnse district Lichtenberg. Het gebied behield echter nog decennia zijn landelijke karakter, de stad breidde zich er slechts op beperkte schaal uit. Pas in de zeventiger jaren van de twintigste eeuw kwam hier verandering in. Op het achtste partijcongres van de SED, de regerende partij van de DDR, werd besloten de "huisvestingskwestie als sociaal probleem" op te lossen voor 1990. In totaal wilde men in Oost-Berlijn ruim 200.000 nieuwe woningen bouwen. De eerste locatie voor grootschalige nieuwbouw werd Marzahn, vanaf de jaren 1980 werd ook Hellersdorf volgebouwd. Tegenwoordig tellen deze twee nieuwbouwgebieden tezamen ongeveer 175.000 inwoners.
Vanwege de enorme ontwikkeling van het inwoneraantal werd Marzahn – samen met de andere stadsdelen van het huidige Marzahn-Hellersdorf – in 1979 als zelfstandig district afgesplitst van Lichtenberg. In 1986 volgde opnieuw een splitsing: samen met Kaulsdorf en Mahlsdorf ging Hellersdorf een nieuw district vormen. De nieuwbouw reikte op twee plaatsen tot buiten de stadsgrenzen; deze gebieden, voorheen behorend tot de Brandenburgse gemeenten Hönow en Ahrensfelde, werden in 1990 alsnog door Berlijn geannexeerd. Sinds 2001 zijn de voormalige stadsdistricten Marzahn en Hellersdorf wederom met elkaar verenigd.

## Politiek
De lokale politiek in Marzahn-Hellersdorf werd lange tijd gedomineerd door de PDS (tegenwoordig Die Linke), een partij die haar machtsbasis in de voormalige DDR heeft. Bij de verkiezingen voor de districtsraad (Bezirksverordnetenversammlung) van 2001 behaalde de PDS nog meer dan de helft van de stemmen; naast burgemeester Uwe Klett leverde de partij vier van de zes Stadträte (districtswethouders of -schepenen). In 2006 was het aandeel van Die Linke. geslonken tot 38,2%. Het district wordt sindsdien bestuurd door een coalitie van Die Linke, SPD en CDU, onder leiding van Linke-burgemeester Dagmar Pohle.

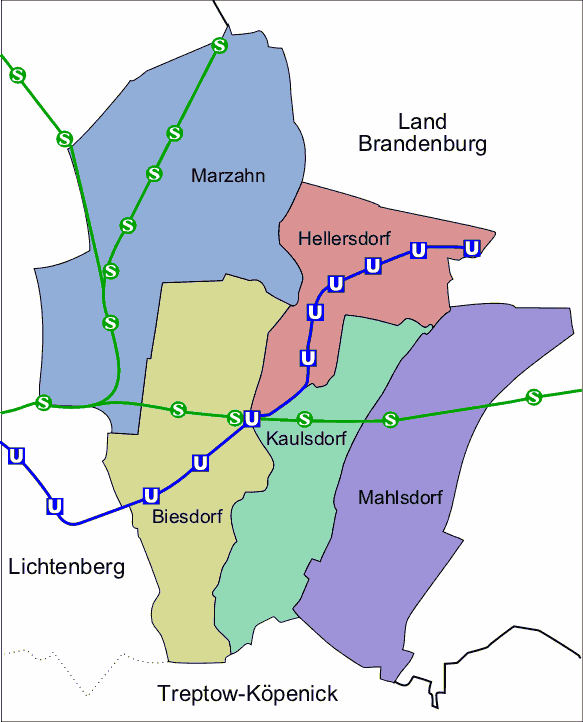
Metro en S-Bahn in Marzahn-Hellersdorf

Samenstelling districtsraad

## Verkeer
Belangrijke wegen in het district zijn de Märkische Allee (de westelijke randweg van Marzahn), de Landsberger Allee (een van de hoofdradialen vanuit het centrum) en de as Alt-Biesdorf - Alt-Kaulsdorf - Alt-Mahlsdorf (deel van Bundesstraße 1 en 5). De genoemde wegen geven alle aansluiting op de Berlijnse Ring (BAB 10).
Het openbaar vervoer wordt verzorgd door de S-Bahn (lijnen S5, S7 en S75), metrolijn U5, een viertal tramlijnen en meerdere stadsbusdiensten. Er is een station voor regionale treinen: Ahrensfelde.